# Ruth Buendía
Ruth Zenaida Buendía Mestoquiari (Cutivireni, Distrito de Río Tambo, Provincia de Satipo, Departamento de Junín, Perú, 1977), conocida como Ruth Buendía, es una activista ambiental y líderesa indígena perteneciente a la comunidad asháninka de la amazonia peruana. Durante los últimos años, ha sido galardonada con diversos reconocimientos nacionales e internacionales por su lucha contra la construcción de dos plantas hidroeléctricas en la cuenca del río Ene que ponían en peligro territorios tradicionalmente pertenecientes al pueblo asháninka, siendo el Premio Medioambiental Goldman de 2014 el más importante. Es actualmente y desde 2006 la Presidenta de la organización Central Asháninka del río Ene (CARE), y una de las más importantes activistas medioambientales y luchadora por los derechos de los pueblos indígenas de Iberoamérica.

## Biografía

### Primeros años
Ruth Buendía nació y creció en la comunidad de Cutivireni como una asháninka más hasta la edad de 12 años. Durante la década de 1980, la violencia social en Perú se incrementó radicalmente debido al enfrentamiento entre el Gobierno estatal y el grupo maoísta Sendero Luminoso. Esta situación afectó especialmente a las comunidades que habitaban la selva central del país, y provocó el desplazamiento de miles de personas. Su padre fue una de las víctimas de esta ola de violencia, asesinado por error por su propio pueblo al ser tomado por líder terrorista.  El resto de la familia Buendía, incluyendo a Ruth, su madre, su hermana y sus cuatro hermanos, fue hacinada junto con otros asháninkas en un campo de concentración improvisado durante un año hasta el verano de 1991, cuando huyeron por el río Ene hacia Satipo. Debido a los problemas económicos que atravesaba su familia, fue enviada a Lima para trabajar como empleada doméstica y, en caso de encontrar la oportunidad, estudiar en una escuela. Esto último le resultó imposible debido a su condición de indocumentada y a su desconocimiento de la ciudad, por lo que estuvo obligada a servir como empleada de un patrón que abusó de ella sexualmente. Relataba así su experiencia:

Yo quería estudiar, la había dicho al señor comandante para hacerme estudiar. Pero me dijo: "yo te hago estudiar en la nocturna, es particular, a las diez de la noche voy a venir a recoger te siempre" [...] Primero me tiene como empleada, segundo me quiere hacer su amante, tercero ya no me deja ni respirar.
Ruth Buendía

### Juventud y militancia en la CARE
En 1995, regresó a Satipo con su familia, recogió sus documentos y se matriculó en el primer curso de la escuela nocturna. Durante sus viajes entre las dos ciudades, tuvo la oportunidad de conocer a asháninkas pertenecientes a la CARE conocidos de su padre, que la invitaron a participar como voluntaria. En 2003, comenzó su actividad facilitando documentos de identidad a habitantes de las comunidades alrededor del río Ene que habían necesitado emigrar debido a Sendero Luminoso. De esta forma fue posible para Ruth retomar el contacto con el resto de comunidades asháninkas y empatizar con sus problemas, que aparte de los restos de la violencia social sufrida durante las décadas de 1980 y 1990, consistían en la poca presencia estatal en las regiones de la amazonia peruana, la inmigración procedente de la región andina, cuyos ex-habitantes trajeron consigo la siembra de cocaína y el narcotráfico, y la concesión de terrenos comunales a las empresas hidroeléctricas y petrolíferas por parte del gobierno. En esa etapa también conoció a su actual pareja, con el que hasta el día de hoy ha tenido 6 hijos. 
Por aquel entonces la CARE no era una verdadera organización representativa de los intereses de los asháninkas. Había sido fundada en 1994 en representación de las 17 comunidades tituladas en la cuenca del río Ene junto con 33 anexas, pero no contaba con oficinas ni equipos verdaderamente organizados. Además, las comunidades ignoraban su existencia y no estaba formalizada en los registros públicos, por lo que no podía comunicarse de forma oficial ni con el Gobierno ni con otras organizaciones de la sociedad civil. Estos problemas fueron expuestos en la Asamblea de la CARE del año 2005 y se decidió elegir a una Junta Directiva transitoria con el objetivo de institucionalizar el movimiento. Tras dos años de trabajo en las comunidades, y con el apoyo masivo de las mujeres, Ruth Buendía se convirtió en la Presidenta de la Junta Directiva transitoria de la CARE, siendo también la suya la primera candidatura presentada por una mujer. En un primer momento, los hombres asháninkas no vieron con buenos ojos que una mujer fuera su líder, pero pronto se ganó la confianza de su pueblo. Como ella misma dice:

Algunos hombres han bromeado al principio sobre mi nombramiento. Decían que las mujeres somos incompetentes para estas cosas. Es el sector más machista de mi pueblo. Afortunadamente, tengo corazón de guerrera y se lo he demostrado.
Ruth Buendía

Un año después de la Asamblea, fue elegida como Presidenta permanente de la CARE, siendo reelegida posteriormente en dos ocasiones (2009 y 2013). Actualmente todavía ocupa este puesto, siendo la principal representante de una población que oscila entre 10.000 y 12.000 personas en la cuenca del río Ene.

### Pakitzapango y reconocimiento internacional
El acontecimiento más importante y la principal victoria de Ruth Buendía al frente de la CARE fue la detención de la construcción de la central hidroeléctrica de Pakitzapango. Los orígenes del problema se remontan a enero del año 2009, cuando el gobierno peruano dirigido entonces por Alan García y el gobierno brasileño de Lula da Silva firmaron el llamado "Acuerdo entre el Gobierno de la República del Perú y el Gobierno de la República Federativa de Brasil para el Suministro de Electricidad al Perú y Exportación de Excedentesal Brasil". Según el expediente realizado para la solicitud de la concesión, la construcción de la represa por parte de la empresa Pakitpazango Energía S.A.C. conllevaría la inundación de cerca de 73.000 hectáreas de territorios habitados por la comunidad asháninka, lo que obligaría a miles de personas a abandonar sus hogares.
En febrero de ese mismo año la CARE presentó su queja que poco a poco se fue transformando en protesta tanto a nivel nacional como internacional. En septiembre también elevó una queja formal a la Organización Internacional del Trabajo alegando que el acuerdo y la concesión no tomaban en cuenta los Derechos de los Pueblos Indígenas recogidos en el Artículo 169 de la misma organización respecto al consentimiento libre, previo e informado. En 2010, Buendía viajó a Washington para presentar el caso ante la Corte Interamericana de Derechos Humanos. Debido a la presión ejercida por la CARE y por otras organizaciones no gubernamentales, el Ministerio de Energía se vio obligado en diciembre de 2010 a denegar a Pakitzapango Energía S.A.C. una prórroga en la concesión, lo que paralizó el proyecto, y así sigue hasta día de hoy.
La labor de la CARE en defensa de las tierras de los asháninkas continuó, y en 2011, la empresa multinacional Odebrecht abandonó el proyecto de construcción de otra de las centrales hidroeléctricas acordadas en el pacto entre Perú y Brasil de 2009, alegando la necesidad de respetar a las comunidades locales. El trabajo de Ruth al frente de la Organización fue reconocido internacionalmente. En 2013 el Gobierno español la invitó a la Casa de América de Madrid para que expusiera la situación de los asháninkas en el río Ene. En 2014 recibió el prestigioso Premio Medioambiental Goldman entregado cada año a seis activistas medioambientales de todo el mundo, también conocido "Nobel del Medio Ambiente". Ella encuentra este premio como un reconocimiento a su trabajo y como un ayuda para que la CARE puede hacerse visible y ser tomada en serio por el Gobierno de Perú. Según la propia Ruth, los 175.000 dólares correspondientes al galardón serían invertidos en la educación de sus hijos y en la CARE. En abril del mismo año la prestigiosa revista The Atlantic escribió un artículo sobre ella titulándolo "La mujer que rompe mega-presas". Sin poder ser ya por más tiempo ignorada en su propio país, le fue otorgada la distinción del Congreso de Perú por su lucha por los derechos de los indígenas y el medio ambiente. El mismo año recibió el Premio Bartolomé de las Casas convocado por la Secretaría de Estado y Cooperación Internacional para Iberoamérica del Ministerio español de Asuntos Exteriores. También fue incluida entre los 100 Pensadores Globales más influyentes de 2014 por la revista Foreign Policy.

### Problemas y reivindicaciones actuales

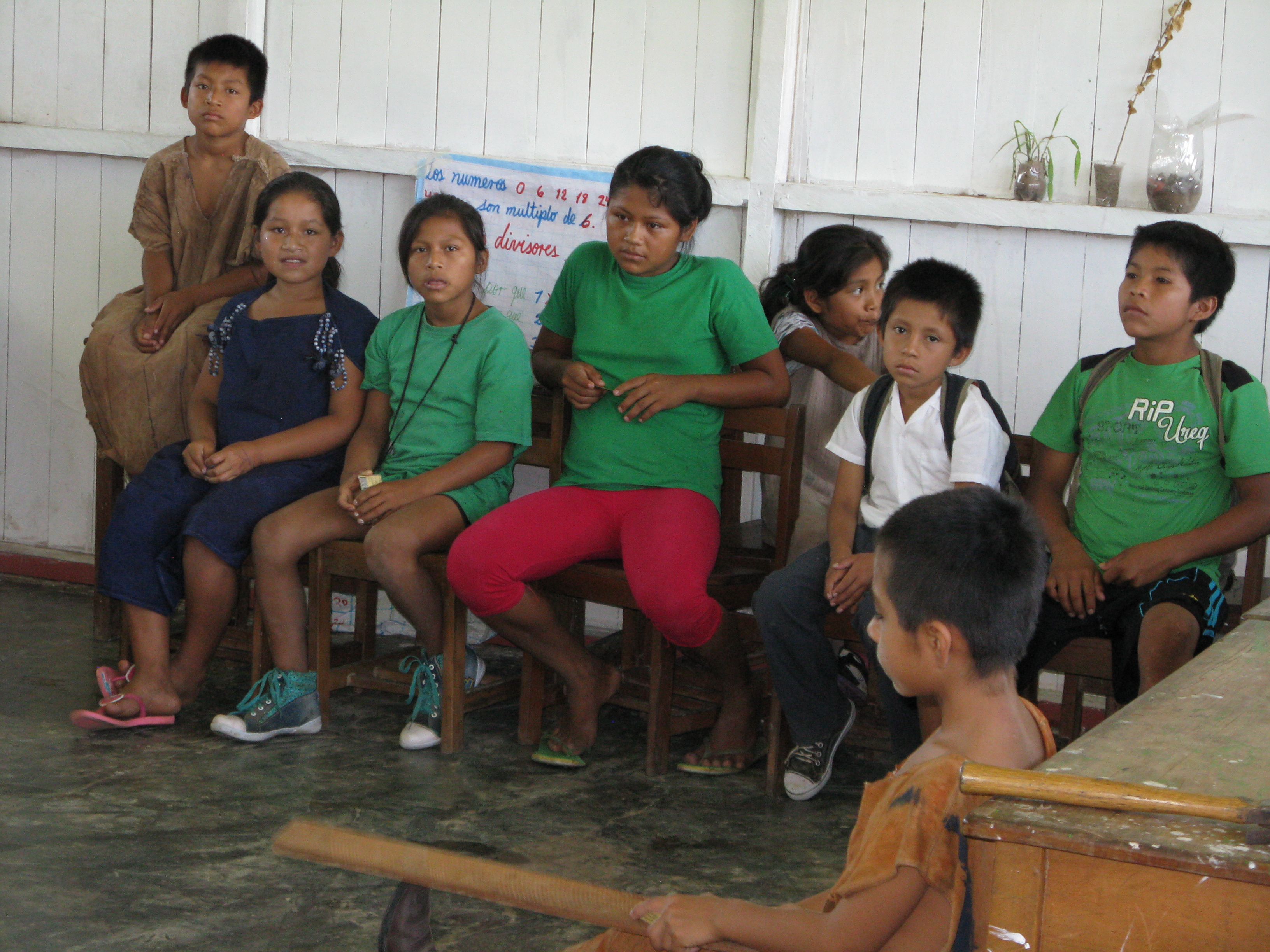
Niños asháninkas en la escuela.

Según Ruth, las huellas de la violencia social perpetrada por Sendero Luminoso aún persisten en actitudes y comportamientos de la comunidad asháninka. Una de estas manifestaciones ha sido históricamente el machismo reflejado en las actividades sociales destinadas a las mujeres, como la crianza de los hijos, el cuidado del hogar y tareas pesadas como la recogida de yuca. Aunque la situación ha mejorado con el paso del tiempo, gracias en gran parte al trabajo de Ruth, todavía existe el temor entre las mujeres asháninkas por la posible aparición de un grupo terrorista que destruye todo el trabajo hecho hasta ahora.
Respecto al tema de la sanidad en las comunidades, Ruth trata de asegurar un suministro permanente de agua potable junto con un sistema de desagüe, pero aún está en proceso. Además, la desnutrición alcanza un 72% en la comunidad asháninka, acentuándose el problema en las mujeres, cuya esperanza de vida oscila entre los 45 y los 50 años. Para combatir estas dificultades es requerida una mayor presencia estatal en la zona, pero según la CARE no existe la voluntad política:

El Gobierno tiene aún una actividad insípida respecto a las cuestiones sociales. La presencia estatal en nuestra zona es inexistente. Es una zona de emergencia, con grandes necesidades sanitarias y alimenticias. Allí no existe un mínimo de calidad de vida.
Ruth Buendia

La mayor amenaza externa la conforman las empresas de extracción petrolífera e hidroeléctricas, por ejemplo PLUSPETROL, que, según la CARE ya habría rodeado toda la cuenca del río Ene poniendo en peligro el bienestar de sus habitantes. Otras luchas actuales de Ruth y la CARE son: la coordinación junto con el Ministerio de Educación para poner en marcha un plan para la extensión de la educación secundaria a toda la comunidad asháninka, la preservación de los suelo y las fuentes de agua potable, y la puesta en marcha de granjas sostenibles.

## Premios
- Premio Medioambiental Goldman (2014).
- Premio Bartolomé de las Casas (2014).
- Distinción del Congreso de Perú (2014).